# Puchar Świata w biegach narciarskich 1986/1987
Sezon 1986/1987 Pucharu Świata w biegach narciarskich rozpoczął się 10 grudnia 1986 we austriackim Ramsau. Ostatnie zawody z tego cyklu rozegrano 21 marca 1987 w norweskim Oslo.
Puchar Świata rozegrany został w 8 krajach i 9 miastach. Najwięcej zawodów zorganizowali Włosi, którzy 6 razy gościli najlepszych biegaczy narciarskich świata.
Obrońcą Pucharu Świata wśród mężczyzn był Szwed Gunde Svan, a wśród kobiet Finka Marjo Matikainen.
W tym sezonie w pucharze świata triumfowała ponownie Marjo Matikainen wśród kobiet oraz Torgny Mogren wśród mężczyzn.

## Kalendarz i wyniki

### Mężczyźni
| 1.  | 10 grudnia 1986     | Ramsau     | 15 km s. dowolny                                                         | Gunde Svan                                                                | Kari Ristanen                                                                         | Vegard Ulvang                                                                      |                                                                          |                                                                          |
| 2.  | 13 grudnia 1986     | Cogne      | 15 km s. dowolny                                                         | Gunde Svan                                                                | Torgny Mogren                                                                         | Władimir Smirnow                                                                   |                                                                          |                                                                          |
| 3.  | 14 grudnia 1986     | Cogne      | Sztafeta 4 x 10 km                                                       | Szwecja Thomas Wassberg · Thomas Eriksson · Gunde Svan · Torgny Mogren    | Norwegia Martin Hole · Torgeir Bjørn · Vegard Ulvang · Tor Håkon Holte                | Szwajcaria Jeremias Wigger · Joos Ambühl · Giachem Guidon · Battista Bovisi        |                                                                          |                                                                          |
| 4.  | 20 grudnia 1986     | Davos      | 30 km s. klasyczny                                                       | Thomas Eriksson                                                           | Władimir Smirnow                                                                      | Christer Majbäck                                                                   |                                                                          |                                                                          |
| 5.  | 21 grudnia 1986     | Davos      | Sztafeta 4 x 10 km                                                       | Szwecja Erik Östlund · Thomas Eriksson · Torgny Mogren · Gunde Svan       | Finlandia Ari Hynninen · Kari Härkönen · Harri Kirvesniemi · Kari Ristanen            | ZSRR II Jurij Burłakow · Leonid Turczin · Wasilij Gorbaczow · Michaił Diewiatjarow |                                                                          |                                                                          |
| 6.  | 10 stycznia 1987    | Calgary    | 15 km s. klasyczny                                                       | Harri Kirvesniemi                                                         | Torgny Mogren                                                                         | Christer Majbäck                                                                   |                                                                          |                                                                          |
| 7.  | 11 stycznia 1987    | Calgary    | Sztafeta 4 x 10 km                                                       | Szwecja Erik Östlund · Christer Majbäck · Gunde Svan · Torgny Mogren      | Szwajcaria Battista Bovisi · Markus König · Christian Marchon · Giachem Guidon        | Finlandia Jari Laukkanen · Marko Mehtonen · Harri Kirvesniemi · Jari Räsänen       |                                                                          |                                                                          |
| MŚ  | 11 - 21 lutego 1987 | Oberstdorf | Biegi narciarskie na Mistrzostwach Świata w Narciarstwie Klasycznym 1987 | Biegi narciarskie na Mistrzostwach Świata w Narciarstwie Klasycznym 1987  | Biegi narciarskie na Mistrzostwach Świata w Narciarstwie Klasycznym 1987              | Biegi narciarskie na Mistrzostwach Świata w Narciarstwie Klasycznym 1987           | Biegi narciarskie na Mistrzostwach Świata w Narciarstwie Klasycznym 1987 | Biegi narciarskie na Mistrzostwach Świata w Narciarstwie Klasycznym 1987 |
| 8.  | 12 lutego 1987      | Oberstdorf | 30 km s. klasyczny                                                       | Thomas Wassberg                                                           | Aki Karvonen                                                                          | Christer Majbäck                                                                   |                                                                          |                                                                          |
| 9.  | 15 lutego 1987      | Oberstdorf | 15 km s. klasyczny                                                       | Marco Albarello                                                           | Thomas Wassberg                                                                       | Michaił Diewiatjarow                                                               |                                                                          |                                                                          |
| 10. | 17 lutego 1987      | Oberstdorf | Sztafeta 4 × 10 km                                                       | Szwecja Erik Östlund · Gunde Svan · Thomas Wassberg · Torgny Mogren       | ZSRR Aleksandr Batiuk · Władimir Smirnow · Michaił Diewiatjarow · Władimir Sachnow    | Norwegia Ove Aunli · Vegard Ulvang · Pål Gunnar Mikkelsplass · Terje Langli        |                                                                          |                                                                          |
| 11. | 21 lutego 1987      | Oberstdorf | 50 km s. dowolny                                                         | Maurilio De Zolt                                                          | Thomas Wassberg                                                                       | Torgny Mogren                                                                      |                                                                          |                                                                          |
| 12. | 1 marca 1987        | Lahti      | 30 km s. dowolny                                                         | Aleksiej Prokurorow                                                       | Torgny Mogren                                                                         | Albert Walder                                                                      |                                                                          |                                                                          |
| 13. | 7 marca 1987        | Falun      | 30 km s. dowolny                                                         | Pierre Harvey                                                             | Aleksiej Prokurorow                                                                   | Torgny Mogren                                                                      |                                                                          |                                                                          |
| 14. | 8 marca 1987        | Falun      | Sztafeta 4 x 10 km                                                       | Szwecja Erik Östlund · Torgny Mogren · Thomas Wassberg · Christer Majbäck | ZSRR Aleksandr Batiuk · Władimir Sachnow · Aleksandr Uszkalenko · Aleksiej Prokurorow | Norwegia Pål Gunnar Mikkelsplass · Vegard Ulvang · Ove Aunli · Terje Langli        |                                                                          |                                                                          |
| 15. | 14 marca 1987       | Kawgołowo  | 15 km s. klasyczny                                                       | Torgny Mogren                                                             | Vegard Ulvang                                                                         | Pål Gunnar Mikkelsplass                                                            |                                                                          |                                                                          |
| 16. | 19 marca 1987       | Oslo       | Sztafeta 4 x 10 km                                                       | Szwecja Jan Ottosson · Thomas Wassberg · Torgny Mogren · Thomas Eriksson  | Finlandia Jari Laukkanen · Harri Kirvesniemi · Kari Ristanen · Aki Karvonen           | Włochy Maurilio De Zolt · Giorgio Vanzetta · Marco Albarello · Giuseppe Puliè      |                                                                          |                                                                          |
| 17. | 21 marca 1987       | Oslo       | 50 km s. klasyczny                                                       | Thomas Wassberg                                                           | Per Knut Aaland                                                                       | Thomas Eriksson                                                                    |                                                                          |                                                                          |

### Kobiety
| 1.  | 10 grudnia 1986     | Ramsau      | 10 km s. dowolny                                                         | Marianne Dahlmo                                                                                | Natalja Furłatowa                                                                      | Susann Kuhfittig                                                                       |                                                                          |                                                                          |
| 2.  | 13 grudnia 1986     | Val di Sole | 5 km s. klasyczny                                                        | Britt Pettersen                                                                                | Marie Johansson                                                                        | Grete Ingeborg Nykkelmo                                                                |                                                                          |                                                                          |
| 3.  | 14 grudnia 1986     | Val di Sole | Sztafeta 4 x 5 km                                                        | Norwegia Marianne Dahlmo · Grete Ingeborg Nykkelmo · Britt Pettersen · Berit Aunli             | ZSRR I Antonina Ordina · Nina Gawriluk · Nina Korolewa · Anfisa Riezcowa               | ZSRR II Lubow Jegorowa · Nadieżda Burłakowa · Vida Vencienė · Natalja Furłatowa        |                                                                          |                                                                          |
| 4.  | 20 grudnia 1986     | Cogne       | 20 km s. dowolny                                                         | Grete Ingeborg Nykkelmo                                                                        | Marianne Dahlmo                                                                        | Karin Thomas                                                                           |                                                                          |                                                                          |
| 5.  | 21 grudnia 1986     | Cogne       | Sztafeta 4 x 10 km                                                       | Norwegia Grete Ingeborg Nykkelmo · Marit Elveos · Anne Jahren · Anette Bøe                     | Czechosłowacja Anna Janoušková · Alžběta Havrančíková · Věra Klimková · Marcela Jebavá | Szwecja Marie Johansson · Karin Lamberg-Skog · Anna-Lena Fritzon · Marie-Helene Westin |                                                                          |                                                                          |
| 6.  | 10 stycznia 1987    | Calgary     | 10 km s. klasyczny                                                       | Evi Kratzer                                                                                    | Annika Dahlman                                                                         | Angela Schmidt-Foster                                                                  |                                                                          |                                                                          |
| 7.  | 11 stycznia 1987    | Calgary     | Sztafeta 4 x 5 km                                                        | Szwecja Ing Marie Carlström · Catrin Larsson · Annika Dahlman · Marie-Helene Westin            | Kanada Angela Schmidt-Foster · Carol Gibson · Jean McAllister · Marie-Andrée Masson    | Szwajcaria Margit Ruhstaller · Gaby Zurbrügg · Marianne Irniger · Evi Kratzer          |                                                                          |                                                                          |
| MŚ  | 11 - 21 lutego 1987 | Oberstdorf  | Biegi narciarskie na Mistrzostwach Świata w Narciarstwie Klasycznym 1987 | Biegi narciarskie na Mistrzostwach Świata w Narciarstwie Klasycznym 1987                       | Biegi narciarskie na Mistrzostwach Świata w Narciarstwie Klasycznym 1987               | Biegi narciarskie na Mistrzostwach Świata w Narciarstwie Klasycznym 1987               | Biegi narciarskie na Mistrzostwach Świata w Narciarstwie Klasycznym 1987 | Biegi narciarskie na Mistrzostwach Świata w Narciarstwie Klasycznym 1987 |
| 8.  | 13 lutego 1987      | Oberstdorf  | 10 km s. klasyczny                                                       | Anne Jahren                                                                                    | Marjo Matikainen                                                                       | Brit Pettersen                                                                         |                                                                          |                                                                          |
| 9.  | 16 lutego 1987      | Oberstdorf  | 5 km s. klasyczny                                                        | Marjo Matikainen                                                                               | Anfisa Riezcowa                                                                        | Evi Kratzer                                                                            |                                                                          |                                                                          |
| 10. | 17 lutego 1987      | Oberstdorf  | Sztafeta 4 × 5 km                                                        | ZSRR Antonina Ordina · Nina Gawriluk · Łarisa Łazutina · Anfisa Riezcowa                       | Norwegia Marianne Dahlmo · Nina Skeime · Anne Jahren · Anette Bøe                      | Szwecja Magdalena Wallin · Karin Lamberg-Skog · Annika Dahlman · Marie-Helene Westin   |                                                                          |                                                                          |
| 11. | 20 lutego 1987      | Oberstdorf  | 20 km s. dowolny                                                         | Marie-Helene Westin                                                                            | Anfisa Riezcowa                                                                        | Łarisa Łazutina                                                                        |                                                                          |                                                                          |
| 12. | 28 lutego 1987      | Lahti       | 5 km s. dowolny                                                          | Marjo Matikainen                                                                               | Anfisa Riezcowa                                                                        | Antonina Ordina                                                                        |                                                                          |                                                                          |
| 13. | 1 marca 1987        | Lahti       | Sztafeta 4 x 5 km                                                        | ZSRR Antonina Ordina · Łarisa Łazutina · Jelena Välbe · Anfisa Riezcowa                        | Norwegia Brit Pettersen · Anne Jahren · Nina Skeime · Marianne Dahlmo                  | Finlandia Tuulikki Pyykkönen · Pirkko Määttä · Jaana Savolainen · Marjo Matikainen     |                                                                          |                                                                          |
| 14. | 7 marca 1987        | Falun       | 30 km s. dowolny                                                         | Anette Bøe                                                                                     | Marjo Matikainen                                                                       | Marianne Dahlmo                                                                        |                                                                          |                                                                          |
| 15. | 15 marca 1987       | Kawgołowo   | 10 km s. klasyczny                                                       | Marjo Matikainen                                                                               | Anfisa Riezcowa                                                                        | Marie-Helene Westin                                                                    |                                                                          |                                                                          |
| 16. | 19 marca 1987       | Oslo        | Sztafeta 4 x 5 km                                                        | Norwegia II Trude Dybendahl · Brit Pettersen · Inger Helene Nybråten · Grete Ingeborg Nykkelmo | Finlandia Eija Hyytiäinen · Marjo Matikainen · Pirkko Määttä · Tuulikki Pyykkönen      | Norwegia I Marianne Dahlmo · Anette Bøe · Nina Skeime · Anne Jahren                    |                                                                          |                                                                          |
| 17. | 21 marca 1987       | Oslo        | 20 km s. klasyczny                                                       | Britt Pettersen                                                                                | Raisa Smietanina                                                                       | Anne Jahren                                                                            |                                                                          |                                                                          |

## Klasyfikacje

### Mężczyźni
| Lp. | Zawodnik            | Punkty |
| 1.  | Torgny Mogren       | 115    |
| 2.  | Thomas Wassberg     | 98     |
| 3.  | Gunde Svan          | 83     |
| 4.  | Vegard Ulvang       | 74     |
| 5.  | Władimir Smirnow    | 64     |
| 6.  | Aleksiej Prokurorow | 62     |
| 7.  | Pierre Harvey       | 60     |
| 8.  | Thomas Eriksson     | 59     |
| 9.  | Harri Kirvesniemi   | 57     |
| 10. | Kari Ristanen       | 48     |

### Kobiety
| Lp. | Zawodniczka             | Punkty |
| 1.  | Marjo Matikainen        | 127    |
| 2.  | Anfisa Riezcowa         | 97     |
| 3.  | Marianne Dahlmo         | 95     |
| 4.  | Marie-Helene Westin     | 85     |
| 5.  | Britt Pettersen         | 75     |
| 6.  | Anette Bøe              | 61     |
| 7.  | Evi Kratzer             | 60     |
| 8.  | Anne Jahren             | 59     |
| 9.  | Grete Ingeborg Nykkelmo | 53     |
| 10. | Raisa Smietanina        | 51     |